# Spinoliella psamita
Spinoliella psamita är en biart som beskrevs av Toro och Ruz 1972. Spinoliella psamita ingår i släktet Spinoliella och familjen grävbin. Inga underarter finns listade i Catalogue of Life.